# Elisabeth Djurle
Elisabeth Djurle Olander, född 10 oktober 1930 i Jönköping, död 11 februari 2014 i Stockholm, var en svensk präst som palmsöndagen 1960 blev en av Svenska kyrkans tre första kvinnliga präster. Övriga två var Margit Sahlin och Ingrid Persson. Samfundet hade 1958 godkänt kvinnliga präster.
Hon prästvigdes i Storkyrkan i Stockholm av biskop Helge Ljungberg den 10 april 1960.